# إيفان ديفيس (كاتب)
إيفان ديفيس (بالإنجليزية: Ivan Davis)‏ هو عازف بيانو وكاتب سيناريو أمريكي، ولد في 4 فبراير 1932 في تكساس في الولايات المتحدة، وتوفي في 12 مارس 2018 في ميامي في الولايات المتحدة بسبب سكتة.

## وصلات خارجية
- الموقع الرسمي
- إيفان ديفيس على موقع ميوزك برينز (الإنجليزية)
- إيفان ديفيس على موقع أول ميوزيك (الإنجليزية)
- إيفان ديفيس على موقع ديسكوغز (الإنجليزية)